# Dick Frazier
Richard Miles "Dick" Fraizer (Mooreland, Indiana, 18 april 1918 - New Castle, Indiana, 11 maart 1995) was een Amerikaans autocoureur. Hij schreef zich in 1949, 1950 en 1952 in voor de Indianapolis 500, maar wist zich geen enkele keer te kwalificeren. De laatste twee races waren ook onderdeel van het Formule 1-kampioenschap. Nadat hij zich voor de laatste keer inschreef voor de Indianapolis 500, besloot hij om te stoppen met racen en werd monteur.